# Klainedoxa trillesii
Klainedoxa trillesii är en tvåhjärtbladig växtart som beskrevs av Pierre och Tiegh.. Klainedoxa trillesii ingår i släktet Klainedoxa och familjen Irvingiaceae. Inga underarter finns listade i Catalogue of Life.